# Тишковицький парк
Ти́шковицький парк — парк-пам'ятка садово-паркового мистецтва місцевого значення в Україні. Розташований у межах Мостиського району Львівської області, при північній околиці села Тишковичі. 
Площа 14 га. Оголошено 1984 року. 
Природоохоронний статус наданий з метою збереження парку як частини колишнього панського маєтку. Парк розташований на мальовничих схилах долини потічка, який тече серединою парку. На потічку споруджено три стави. 